# Leuctra boluensis
Leuctra boluensis är en bäcksländeart som beskrevs av Kazanci 1999. Leuctra boluensis ingår i släktet Leuctra och familjen smalbäcksländor. Inga underarter finns listade i Catalogue of Life.